# Perilinfa
La perilinfa es un líquido, semejante al suero, que rellena las rampas vestibular y timpánica del caracol, el espacio comprendido entre los conductos semicirculares óseos y membranosos y del utrículo y sáculo.